# SuperBrawl VII
SuperBrawl VII si svolse il 23 febbraio 1997 presso il Cow Palace di San Francisco, California. Si trattò della settima edizione dell'evento di wrestling in pay-per-view della serie SuperBrawl prodotto dalla World Championship Wrestling.
Il main event dello show fu l'incontro tra Hollywood Hogan e Roddy Piper con in palio il WCW World Heavyweight Championship.

## Evento
Syxx sconfisse Dean Malenko vincendo il WCW World Cruiserweight Championship dopo averlo colpito con la cintura del titolo. Eddie Guerrero interferì verso la fine del match cercando di fermare Syxx che voleva colpire Malenko, ma inavvertitamente permise invece che Malenko venisse colpito.
Buff Bagwell fu squalificato quando il nWo irruppe sul ring dopo che Diamond Dallas Page lo aveva colpito con la sua mossa finale "Diamond Cutter".
Jeff Jarrett sconfisse Steve McMichael dopo averlo colpito con una valigetta datagli da Debra, la conseguenza della vittoria, fu che Jarrett venne accettato nei Four Horsemen.
Lex Luger non salì sul ring nel match per i WCW World Tag Team Championship fin quasi al termine dell'incontro dopo che The Giant aveva subito una powerbomb da parte di Kevin Nash. Nash cedette per dolore alla "Torture Rack" mentre The Giant schienava Scott Hall dopo una chokeslam.
Nell'incontro principale della serata, Hollywood Hogan schienò Roddy Piper dopo l'interferenza in suo favore di Randy Savage, che oltre ad aiutarlo a sfuggire ad una mossa di sottomissione da parte di Piper, gli passò anche la cordicella del sostegno del ring con la quale strangolarlo. Inizialmente venne data la vittoria a Piper poiché Hogan, imprigionato nella Sleeper hold, non aveva dato segno di essere cosciente quando l'arbitro gli aveva sollevato il braccio per tre volte. Ma inaspettatamente l'arbitro Mark Curtis decretò che il match proseguisse a seguito delle proteste da parte dello stesso Hogan che asseriva di aver avuto un piede sulle corde durante la presa. Hogan, tuttavia, non aveva nessun piede sulle corde quando l'arbitro aveva alzato il suo braccio per la terza volta; Savage avrebbe dovuto mettere il piede di Hogan sulle corde ma arrivò troppo tardi. Al termine del match Savage e Hogan aggredirono insieme Piper, e Savage si unì al New World Order (nWo).

## Risultati
| #          | Incontri | Stipulazioni                                                   | Durata |
| ---------- | --- | -------------------------------------------------------------- | ------ |
| Dark match | Hugh Morrus ha sconfitto Joe Gomez | Single match                                                   | 05:25  |
| Dark match | Último Dragón ha sconfitto Pat Tanaka | Single match                                                   | 04:53  |
| 1          | Syxx ha sconfitto Dean Malenko (c) | Single match per il WCW Cruiserweight Championship             | 11:57  |
| 2          | Konnan, La Parka & Villano IV hanno sconfitto Juventud Guerrera, Super Caló & Ciclope                                                        | Six-man tag team match                                         | 09:51  |
| 3          | Prince Iaukea (c) ha sconfitto Rey Mysterio Jr.                                                                                              | Single match per il WCW World Television Championship          | 08:56  |
| 4          | Diamond Dallas Page ha sconfitto Buff Bagwell per squalifica                                                                                 | Single match                                                   | 09:46  |
| 5          | Eddie Guerrero (c) ha sconfitto Chris Jericho                                                                                                | Single match per il WCW United States Heavyweight Championship | 12:02  |
| 6          | The Public Enemy (Rocco Rock & Johnny Grunge) hanno sconfitto Harlem Heat (Booker T & Stevie Ray) e The Faces of Fear (Meng & The Barbarian) | Three-way dance match                                          | 07:43  |
| 7          | Jeff Jarrett ha sconfitto Steve McMichael (con Debra McMichael)                                                                              | Single match                                                   | 08:12  |
| 8          | Chris Benoit (con Woman) ha sconfitto The Taskmaster (con Miss Jacquelyn & Jimmy Hart)                                                       | San Francisco Death match                                      | 08:35  |
| 9          | Lex Luger & The Giant hanno sconfitto The Outsiders (c) (Kevin Nash & Scott Hall)                                                            | Tag team match per il WCW World Tag Team Championship          | 13:56  |
| 10         | Hollywood Hogan (c) ha sconfitto Roddy Piper                                                                                                 | Single match per il WCW World Heavyweight Championship         | 11:32  |